# Apagão aéreo no Brasil em 2006
A crise no setor aéreo brasileiro ou "apagão aéreo", como divulgado pela imprensa, é uma série de colapsos no transporte aéreo que foram deflagrados após o acidente do voo Gol 1907 em 29 de setembro de 2006.
Apagão é um nome adotado no Brasil para referir-se a graves falhas estruturais em algum setor, por analogia ao sentido original de falta de energia elétrica (blecaute).
Durante mais de um ano a situação no transporte aéreo de passageiros no Brasil passou por dificuldades, como atrasos de voos longos e diários, problemas sobre a infraestrutura aeroportuária, questionamentos dos controladores de voo, etc. 
Atingiu seu ápice com o acidente do Voo TAM 3054 em São Paulo, o maior da história da aviação brasileira, ocorrido em julho de 2007.
A crise também atingiu o governo Lula, com declarações controvérsias de ministros, como a da então ministra da cultura Marta Suplicy, e resultando na demissão do ministro da Defesa Waldir Pires.

## Antecedentes

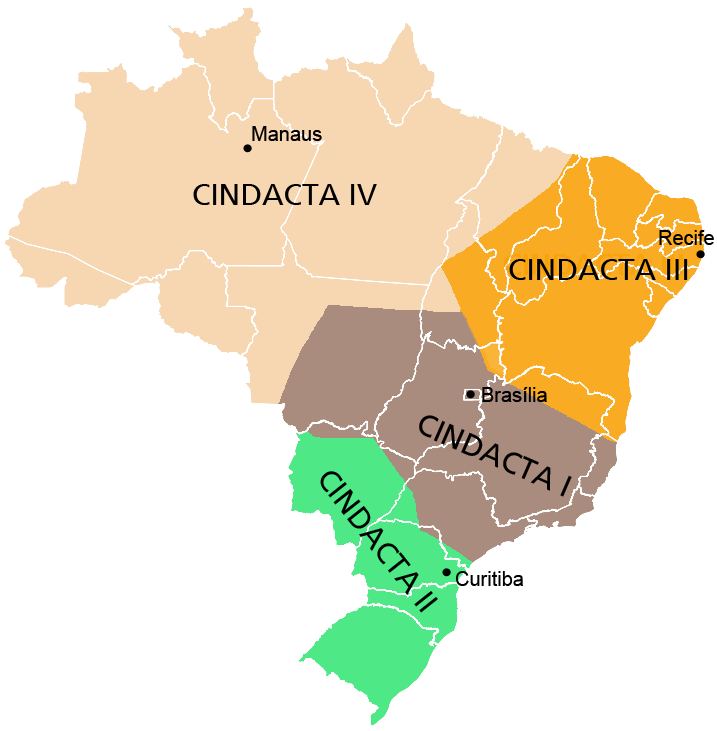
CINDACTAs

Já em 2004, a Força Aérea Brasileira (FAB), por meio de relatório Departamento de Controle do Espaço Aéreo (Decea) ao apresentar suas propostas orçamentárias de 2004, 2005 e 2006, que o país poderia enfrentar uma situação de quase paralisação do setor se investimentos não fossem feitos:
"Caso tais recursos não sejam alocados na plenitude, a continuidade dos empreendimentos iniciados no exercício de 2002 ficará prejudicada, com risco de não se corrigir a situação emergencial do Sisceab."

Mesmo assim, as verbas foram cortadas ano após ano pelo governo.

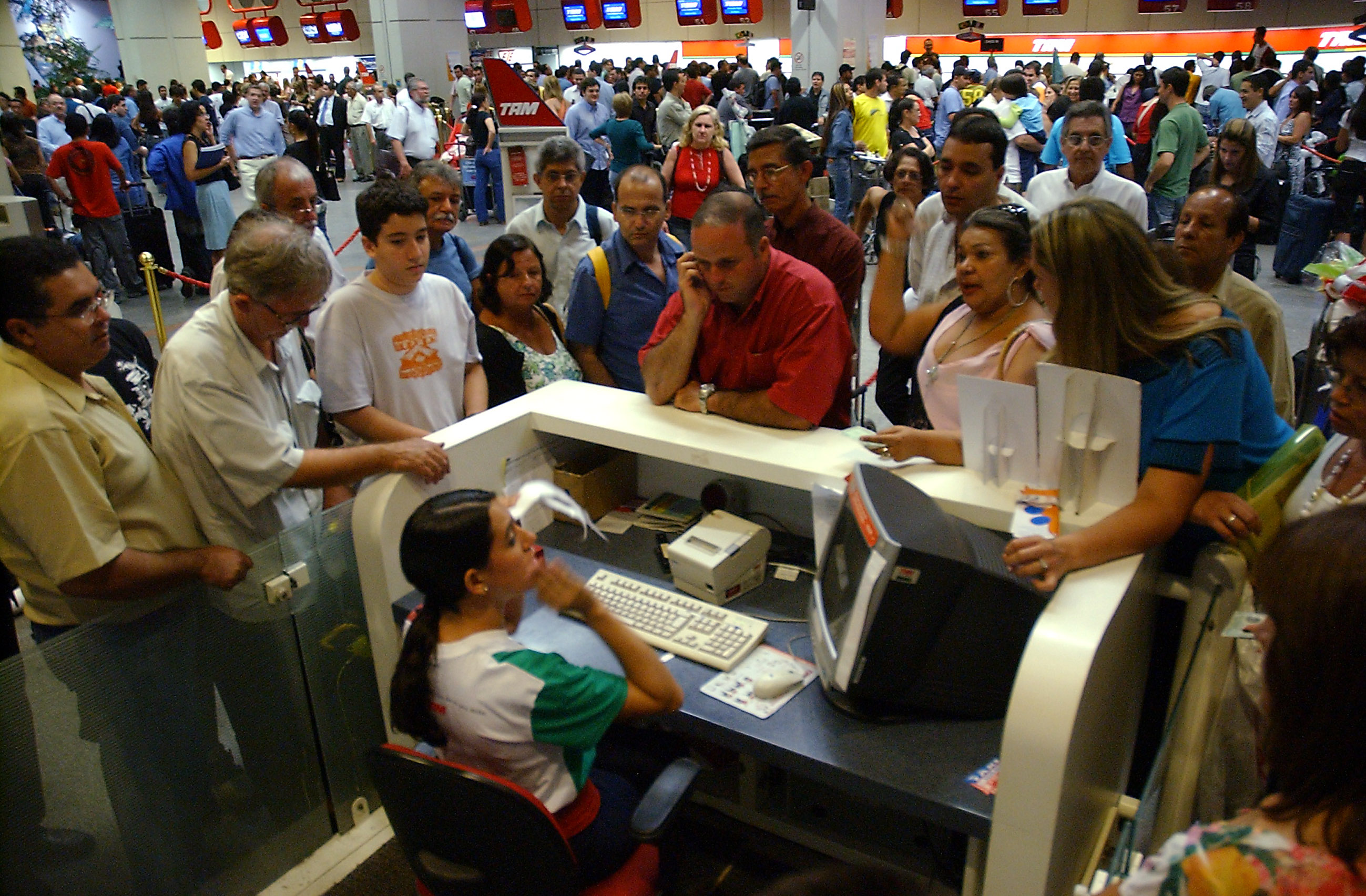
Passageiros cobram informações das empresas sobre cancelamentos e possíveis remarcações de voos

As dificuldades no transporte aéreo brasileiro tornaram-se públicas após a crise financeira da companhia aérea Varig, que em poucos meses deixou de operar várias rotas domésticas e internacionais. Isso ocorreu devido à falta de aeronaves, retomadas por credores dada a falta de pagamento de contratos de arrendamento. As outras companhias aéreas demoraram a absorver os passageiros deixados pela Varig. A Varig entrou em recuperação judicial no ano de 2006.
É importante ressaltar a interferência política antes do início da crise. Em 24 de setembro de 2006 ocorreu um churrasco em Brasília organizado pelo deputado federal Alberto Fraga PFL-DF e os convidados foram os controladores de voo. A reunião teria ocorrido com a intenção de angariar votos para a eleição do referido deputado. Foram feitas promessas de "apoio logístico para os controladores em suas reivindicações salariais".

## Avisos ao Governo
- 2006: Corte de recursos e falta de planejamento provocou crise no setor aéreo, aponta relatório do TCU: "A auditoria realizada pelo Tribunal de Contas da União (TCU) no Ministério da Defesa, no Comando da Aeronáutica, na Agência Nacional de Aviação Civil (Anac) e na Infraero (Empresa Brasileira de Infra-Estrutura Aeroportuária) concluiu que a falta de planejamento e a insuficiência de recursos são as principais causas dos atrasos e cancelamentos de voos, e também dos problemas nos aeroportos. Apresentado pelo ministro Augusto Nardes, o relatório foi aprovado hoje (12) por unanimidade no tribunal (...)".[9]

- 2006: Entidade avisou presidente sobre caos: Um relatório que listava os graves problemas da aviação civil brasileira foi enviado ao presidente Luiz Inácio Lula da Silva em 9 de novembro de 2006. Apesar dos repetidos atrasos e crises do sistema de controle aéreo, as autoridades não responderam (...)[10]

## Estopim

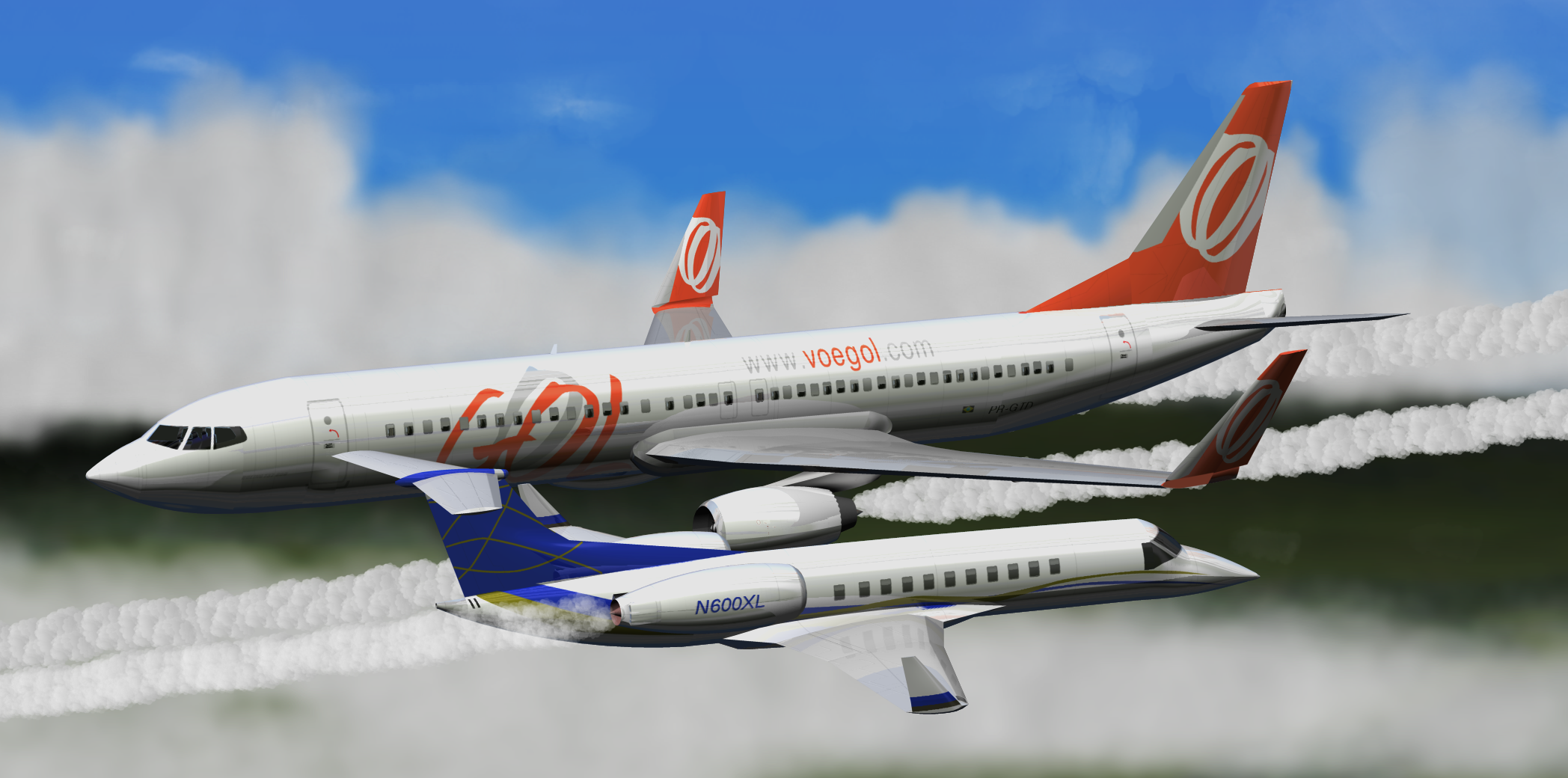
Voo Gol 1907

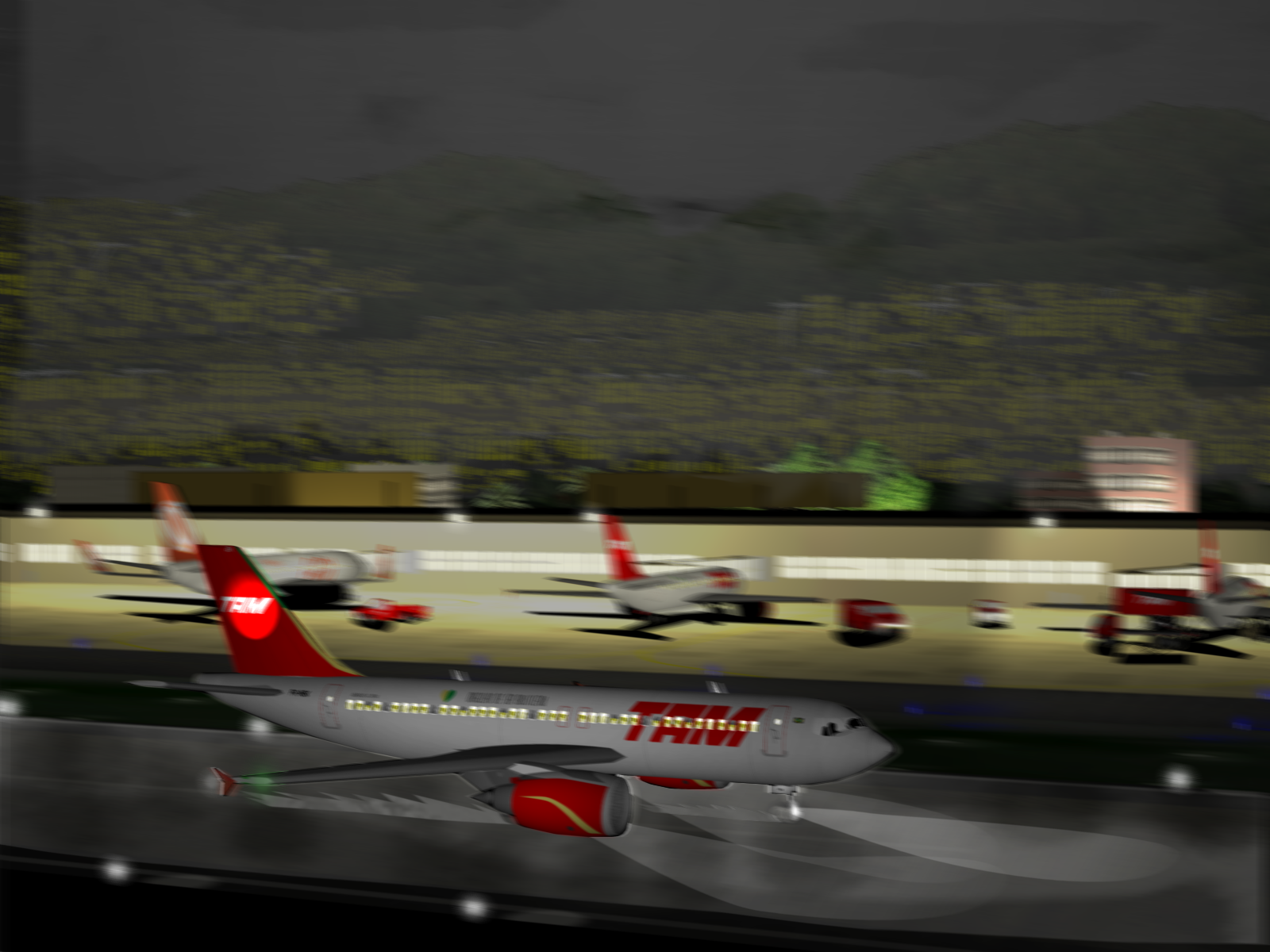
Voo TAM 3054

O que detonou a crise no setor aéreo foi a queda de um avião da GOL que cumpria o voo 1907, em 29 de setembro de 2006, levando todos os seus passageiros e tripulação à morte. Devido ao acidente, 8 controladores de voo foram afastados para investigações de possível falha operacional. Sem controladores sobressalentes, outros tiveram que ser deslocados para cumprir a falta dos que estavam afastados.

## Operação-padrão
Em 27 de outubro de 2006, os controladores de tráfego aéreo começaram a se organizar para promover uma greve branca, que seria uma forma de pressionar o governo a atender reivindicações por melhores salários, menor carga horária e a contratação de mais profissionais. Entretanto, a maioria dos controladores, por serem militares subordinados à disciplina da Força Aérea Brasileira (FAB), não aderiu à greve. Mesmo com a FAB negando que tal reunião tivesse existido, a greve branca ou operação-padrão foi iniciada.

## Falhas de equipamentos
A primeira falha de equipamento noticiada que ocorreu na crise foi em 20 de outubro de 2006, quando uma pane no centro de processamento de dados obrigou o Cindacta 2 a desligar o sistema de radar no Sul do país, o que provocou atraso de até 3 horas e 40 minutos em pelo menos 146 voos comerciais na região. No dia anterior, o centro de processamento de dados do Cindacta 2 já tinha apresentado problemas. Durante 2 horas, os voos foram monitorados pela operação convencional, em que são feitos contatos por rádio entre o piloto e os controladores, o que é mais lento do que o sistema com radar.